# Merle Kröger

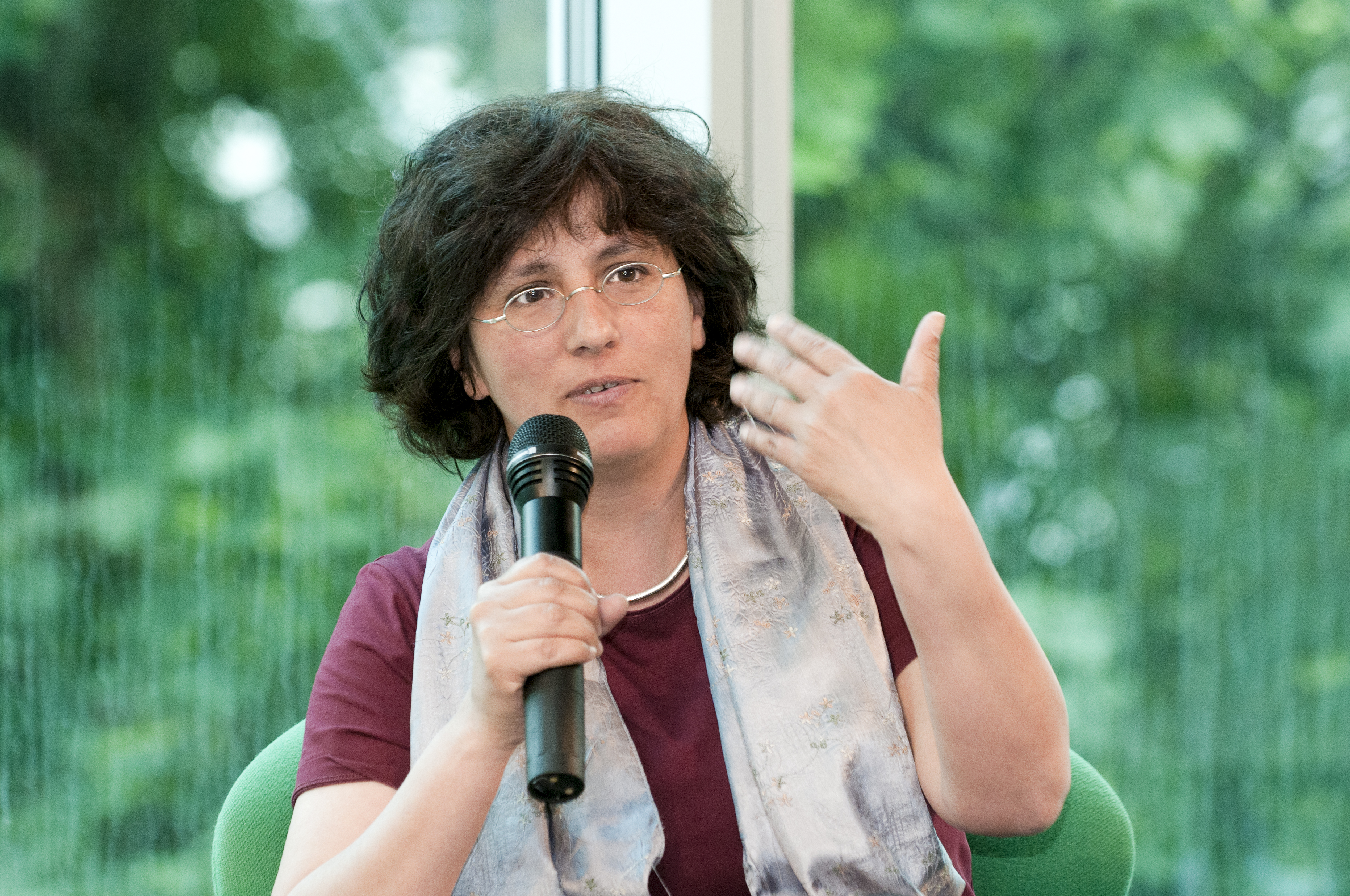
Merle Kröger, 2013

Merle Kröger (* 19. Juli 1967 in Plön) ist eine deutsche Krimi-Schriftstellerin, Drehbuchautorin, Filmemacherin, Künstlerin und Produzentin.

## Leben und Werk
Kröger studierte Filmwissenschaft und Publizistik an der Freien Universität Berlin. Seit 1987 macht sie eigene Videos und Filme und ist als freie Mitarbeiterin für arte, ZDF, 3sat, Deutsche Welle und andere TV-Sender tätig. Mehrere Dokumentarfilme liefen auf deutschen und internationalen Festivals und wurden mehrfach ausgezeichnet. 2003 feierte sie mit ihrem Krimi-Debüt Cut! auch erste Erfolge als Krimi-Schriftstellerin. Sie war Mitglied im PEN-Zentrum Deutschland und ist Mitgründerin des PEN Berlin. Sie war an der Autorengruppe und Produktionsfirma dogfilm sowie der Medienkunst-Plattform pong beteiligt. Zusammen mit Mareike Bernien erstellte sie das Online-Archiv „Die fünfte Wand“ zur Arbeit von Navina Sundaram. Sie ist in Künstlergruppen aktiv und war 2025 zur 13. Berlin Biennale für zeitgenössische Kunst eingeladen, wo sie die Rauminstallation Was fehlt – Eksik olan – What’s missing realisierte. Sie lebt seit 1985 in Berlin.

## Filme
Drehbuch
- 2010: Der Tag des Spatzen
- 2010: Afia Megha Abhimanu Omar
- 2012: Revision
- 2022: Europe

Produzentin
- 2008: Peace Mission / Mission Nollywood
- 2010: Der Tag des Spatzen
- 2012: Revision
- 2022: Europe[2]

## Kriminalromane
- Cut!, Reihe Ariadne, Hamburg 2003, ISBN 3-88619-876-6.
- Kyai!, Reihe Ariadne, Hamburg 2006, ISBN 978-3-88619-896-2.
- Grenzfall, Reihe Ariadne, Hamburg 2012, ISBN 978-3-86754-210-4.
- Havarie, Reihe Ariadne, Hamburg 2015, ISBN 978-3-86754-224-1.
- Die Experten. Thriller. Hrsg. von Thomas Wörtche. Suhrkamp Verlag, Berlin 2021, ISBN 978-3-518-46997-2.

## Hörspiele und Hörbücher (Auswahl)
- 2013: Grenzfall – Gesprochen von Julia Fischer, bei Audio Media Verlag, Gesamtlaufzeit: 474 Min.
- 2013: Grenzfall – Regie: Thomas Leutzbach. Mit: Anja Herden, Carmen Birk, Ariella Hirshfeld, Florian Lukas, Nedjo Osman, Peer Augustinski, Andrea Wolf, Wolf Aniol, Sabiullah Anwar, Eva Christian, Zejhun Demirov, Justine Hauer, Yvon Jansen und Martin Zuhr (107 min, Westdeutscher Rundfunk)
- 2022: Die Experten – Hörspielserie in 5 Folgen, Bearbeitung: Katrin Zipse, Regie: Judith Lorentz. Mit: Lisa Hrdina, Bernhard Schütz, Gisela Schneeberger, Aram Tafreshian, Golo Euler, Camill Jammal, Valery Tscheplanowa, Amina Merai, Jaecki Schwarz, Heiko Pinkowski, Fabian Hinrichs, Michael Rotschopf, Omar El-Saeidi, Wolfram Koch, Kathrin Angerer, Bernd Moss, Regine Zimmermann, Michael Hanemann, Imad Mardnli, Timo Dierkes, Samir Fuchs Deutschlandfunk Kultur/NDR

## Auszeichnungen
- 2013: Bester Krimi des Jahres 2012 (Platz 7) in der KrimiWelt-Bestenliste für Grenzfall
- 2013: Deutscher Krimi Preis (Platz 1 in der Kategorie National) für Grenzfall
- 2015: Radio-Bremen-Krimipreis
- 2015: Bester Krimi des Jahres 2015 (Platz 1) in der KrimiWelt-Bestenliste für Havarie
- 2016: Deutscher Krimi Preis (Platz 2 in der Kategorie National) für Havarie
- 2021: Bester Krimi des Jahres 2021 (Platz 1) in der Krimibestenliste für Die Experten
- 2021: Deutscher Krimipreis (Platz 1 in der Kategorie National) für Die Experten[3]

## Belege
1. 1 2  Mitgründer:innen. Archiviert vom Original am 18. Juli 2022; abgerufen am 9. Juli 2022.
2. ↑  EUROPE. Abgerufen am 31. Januar 2022 (deutsch).
3. ↑  Deutscher Krimipreis 2021 vergeben, boersenblatt.net, erschienen und abgerufen am 27. Dezember 2021

| Personendaten    | Personendaten                                                                   |
| ---------------- | ------------------------------------------------------------------------------- |
| NAME             | Kröger, Merle                                                                   |
| KURZBESCHREIBUNG | deutsche Krimi-Schriftstellerin, Drehbuchautorin, Filmemacherin und Produzentin |
| GEBURTSDATUM     | 19. Juli 1967                                                                   |
| GEBURTSORT       | Plön, Schleswig-Holstein                                                        |